# Allotisis repleta
Allotisis repleta är en skalbaggsart som beskrevs av Wang 2000. Allotisis repleta ingår i släktet Allotisis och familjen långhorningar. Inga underarter finns listade i Catalogue of Life.